# Campus Berlin-Buch

Timoféeff-Ressovsky-Haus, Mai 2013

Der Campus Berlin-Buch (Ausspracheⓘ) liegt im Berliner Ortsteil Buch im Bezirk Pankow und ist das Herzstück des Zukunftsorts Buch, einem der elf Berliner Zukunftsorte. Seit 1990 ist auf einer 32 Hektar großen Fläche ein Wissenschafts- und Technologiestandort mit biomedizinischen Forschungseinrichtungen, einem BiotechPark mit 74 Unternehmen und Serviceeinrichtungen entstanden. Berlin-Buch gehört zu den bedeutenden Akteuren der Gesundheitsstadt Berlin und des Clusters Gesundheitswirtschaft – einem Schwerpunkt der gemeinsamen Innovationsstrategie Berlin-Brandenburg. So gehört das hier ansässige Max-Delbrück-Centrum für Molekulare Medizin (MDC) zu den TOP 20 der biomedizinischen Forschungseinrichtungen weltweit. Gemeinsam mit der Charité-Universitätsmedizin Berlin betreibt das MDC auf dem Campus Berlin-Buch im Rahmen des Experimental and Clinical Research Centers Hochschulambulanzen.
Ziel ist es, wissenschaftliche Erkenntnisse rasch in die klinische Anwendung zu bringen, um die Diagnose, Prävention und Therapie der häufigsten Erkrankungen der Gesellschaft (Herz-Kreislauf- und Stoffwechselerkrankungen, Krebs, neurologische Erkrankungen) zu verbessern. Grundlagenforschung, klinische Forschung und Biotech-Unternehmen des Campus sind eng miteinander vernetzt und es bestehen vielfältige Kooperationsbeziehungen.
In direkter Nachbarschaft hat die Akademie für Gesundheit Berlin-Brandenburg e. V., eine der größten staatlich anerkannten Ausbildungsstätten für Gesundheitsberufe in Deutschland, ihren Sitz. Etwa jeder zehnte Berliner Auszubildende in den Gesundheitsberufen absolviert seine Ausbildung in Buch. Mit dem Gläsernen Labor verfügt Buch über einen der größten außerschulischen Lernorte Berlins. In der Akademie des Gläsernen Labors werden Fachkräfte fort- und weitergebildet.
Berlin-Buch ist ferner ein Zentrum der medizinischen Versorgung, denn hier befinden sich neben dem HELIOS Klinikum Berlin-Buch, einem Krankenhaus der Maximalversorgung, zwei wichtige Spezialkliniken: das Immanuel Krankenhaus Berlin, das auf die Behandlung von Rheumaerkrankungen spezialisiert ist, und die Evangelische Lungenklinik Berlin. Mit insgesamt mehr als 1200 Betten konzentrieren sich die Kliniken heute auf einem der fünf historischen Krankenhausareale.
Betreibergesellschaft des Campus Berlin-Buch ist die Campus Berlin-Buch GmbH (CBB).

## Entwicklung

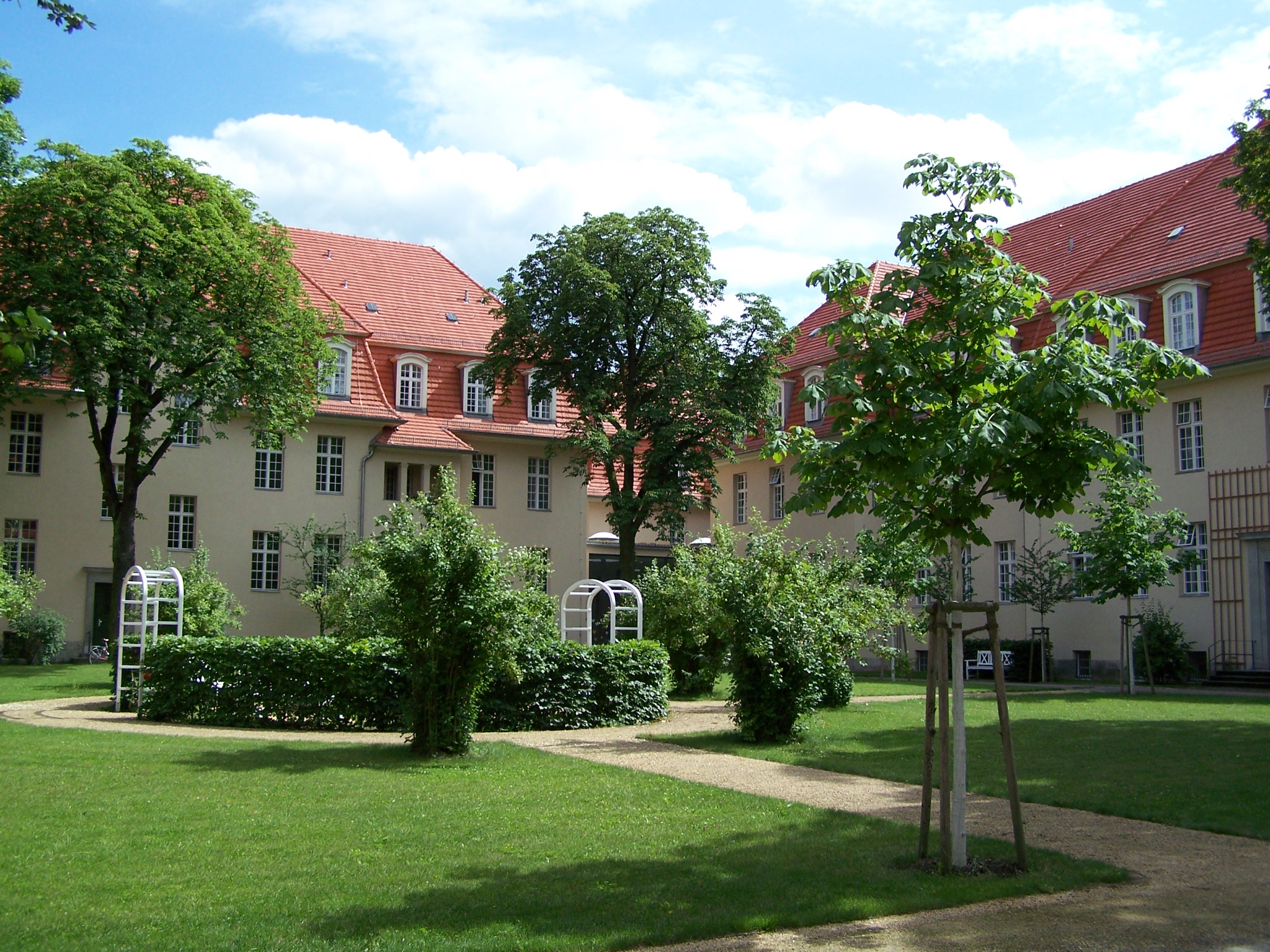
LudwigPark

Schon die Heilanstalten in Berlin-Buch waren weit über die Stadtgrenzen hinaus bekannt und begründeten die lange Tradition von Berlin-Buch als Medizinstandort. 1929 wurde auf dem Gelände des heutigen Campus Berlin-Buch ein Neubau für das Kaiser-Wilhelm-Institut für Hirnforschung unter Leitung von Professor Oskar Vogt errichtet. Mit seiner neurologischen Klinik war das Institut damals in der Einheit von Forschung und Patientenbetreuung die größte und modernste Einrichtung auf dem Gebiet der Neurologie weltweit. 1947 ging aus dem Hirnforschungsinstitut das Institut für Medizin und Biologie der Deutschen Akademie der Wissenschaften hervor. 1972 entwickelten sich aus diesem Institut die Zentralinstitute für Molekularbiologie, Krebsforschung und Herz-Kreislauf-Forschung der Akademie der Wissenschaften der DDR. Mit der Deutschen Einheit 1990 begann ein neuer Abschnitt der Entwicklungsgeschichte. Im Gegensatz zu vielen anderen ostdeutschen Standorten wurde Buch nicht abgewickelt. Der Wissenschaftsrat setzte weiter auf die Zusammenarbeit von theoretischer und klinischer Forschung. Mit dieser Entscheidung wurde die Grundlage gelegt, Buch zu einem bedeutenden Gesundheits-, Wissenschafts- und Technologiezentrum auszubauen. Ein erster Meilenstein war die Gründung des Max-Delbrück-Centrums für Molekulare Medizin (MDC) im Dezember 1992. Mit den Forschungsschwerpunkten Krebs- und Herzkreislaufforschung wurde die Tradition der Akademie der Wissenschaften der DDR fortgesetzt.
Die Entwicklung des Gesundheitsstandorts Berlin-Buch wird gefördert durch das Programm „Wirtschaftsdienliche Maßnahmen“ aus Mitteln des Europäischen Fonds für regionale Entwicklung (EFRE) und dem Programm „Verbesserung der regionalen Wirtschaftsstruktur“ (GRW 11/11) von der Senatsverwaltung für Wirtschaft, Technologie und Frauen sowie dem Bezirksamt Pankow.

## Verkehrserschließung

### Straßen
Der Campus Berlin-Buch liegt nur 15 km Luftlinie vom Stadtzentrum entfernt und ist mit öffentlichen Verkehrsmitteln und mit dem Auto sehr gut zu erreichen.

### Öffentlicher Verkehr
In der Nähe des Campus befindet sich der S-Bahnhof Berlin-Buch. Hier hält die S-Bahn-Linie S2. Mit dem Bus ist der Campus mit den Linien 150 und 158 (Haltestelle „Theodor-Brugsch-Str.“) oder mit der Linie 353 (Haltestelle „Campus Buch“) zu erreichen.

## Aktuelle Daten

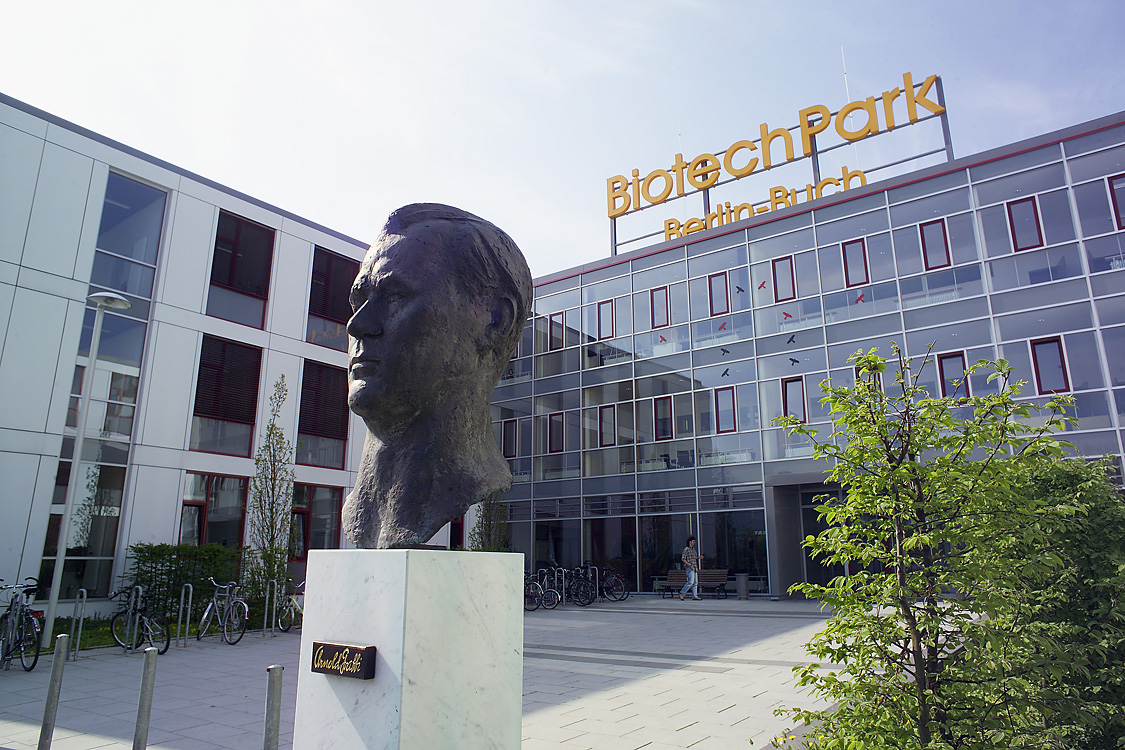
BiotechPark in Berlin-Buch

Am Gesundheitsstandort Berlin-Buch sind rund 6500 Menschen im Gesundheitsbereich beschäftigt – davon 2900 auf dem Forschungs-Campus und weitere 3200 auf dem benachbarten Klinik-Campus und in Pflegeeinrichtungen. Die Akademie der Gesundheit mit Standorten in Berlin-Buch, Bad Saarow und Eberswalde bildet pro Jahr über 2300 junge Menschen in zwölf verschiedenen Gesundheitsberufen aus.
Nutzfläche im BiotechPark Berlin-Buch (Labor- und Bürogebäude) 31.000 m²
- Anzahl der Unternehmen: 74
- Beschäftigte in Unternehmen: 820
- Vermietungsgrad im BiotechPark: 97 %
- 2023 eröffnet ein neues Gründerzentrum BerlinBioCube mit 8.000 m² Labor- und Bürofläche
- Entwicklungsflächen für Firmen: 9 ha
- Neue Medikamente in der präklinischen und klinischen Prüfung: 18

### Forschungseinrichtungen Campus Berlin-Buch
- Beschäftigte (gesamt): 2151

davon:
- Max-Delbrück-Centrum für Molekulare Medizin (MDC): 1646
- Leibniz-Forschungsinstitut für Molekulare Pharmakologie (FMP): 303
- Klinische Forschung Charité Campus Berlin Buch: 202

### Wissenschaftliche Einrichtungen
- Berlin Institute of Health (BIH)
- Charité – Universitätsmedizin Berlin (Campus Berlin Buch)
- Evangelische Lungenklinik Berlin (ELK)
- Experimental Clinical and Research Center (ECRC) (Forschungscentrum des MDC und der Charité)
- HELIOS Klinikum Berlin-Buch
- Leibniz-Forschungsinstitut für Molekulare Pharmakologie (FMP)
- Max-Delbrück-Centrum für molekulare Medizin in der Helmholtz-Gemeinschaft (MDC)
- Immanuel Krankenhaus Berlin (Spezialklinik für Rheumatologie)

### Ausgewählte Unternehmen
- ASC Oncology
- Congen Biotechnologie
- Eckert & Ziegler AG
- Glycotope
- Invitek Molecular
- Silence Therapeutics
- T-knife

### Gründerzentren
- Innovations- und Gründerzentrum Campus Berlin-Buch (IGZ)

### Technologieparks
- BiotechPark Berlin-Buch

### Sonstiges
- Akademie der Gesundheit Berlin/Brandenburg e. V.
- Aus- und Weiterbildungszentrum medizinisch/sozialer Ausbildungsberufe

### Berliner Zukunftsorte
- Gläsernes Labor (Einrichtung der außerschulischen naturwissenschaftlichen Bildung und Weiterbildung)[5]
- Campus Berlin-Buch GmbH